# All-Star Baseball
All-Star Baseball és una saga de videojocs de beisbol de la desenvolupat i publicat per Acclaim Entertainment. La saga va començar el 1998 amb el llançament de l'All-Star Baseball '99. Els locutors John Sterling i Michael Kay han estat donant veu als videojocs de beisbol de la saga des del 1998 al 2000 per N64. L'últim llançament de la saga (a causa del tancament d'Acclaim) és All-Star Baseball 2005.
Dins dels jocs individuals, hi ha diversos modes de joc, com el d'exhibició, control de l'equip en la Major League Baseball, creació d'un equip o creació d'un jugador. Moltes ciutats de l'Amèrica del Nord són disponibles en l'"expansió," a més de les de ciutat de Mèxic i Puerto Rico.
La saga habitualment mostra l'atleta professional, Derek Jeter a les cobertes.

## Saga
| Títol                  | Any  | Sistema                                         |
| ---------------------- | ---- | ----------------------------------------------- |
| All-Star Baseball '99  | 1998 | Nintendo 64                                     |
| All-Star Baseball 2000 | 1999 | Nintendo 64, Game Boy Color                     |
| All-Star Baseball 2001 | 2000 | Nintendo 64, Game Boy Color                     |
| All-Star Baseball 2002 | 2001 | GameCube, PlayStation 2                         |
| All-Star Baseball 2003 | 2002 | Xbox, GameCube, PlayStation 2, Game Boy Advance |
| All-Star Baseball 2004 | 2003 | Xbox, GameCube, PlayStation 2, Game Boy Advance |
| All-Star Baseball 2005 | 2004 | Xbox, PlayStation 2                             |